# جانوی کاپور
جان‌وی کاپور (انگلیسی: Janhvi Kapoor؛ زادهٔ ۶ مارس ۱۹۹۷) یک هنرپیشه اهل هند است که در فیلمهای هندی حضور دارد وی فرزند سری دوی و بانی کاپور است. اولین نقش آفرینی وی در سال ۲۰۱۸ با حضور در فیلم رمانتیک ضربان قلب اتفاق افتاد که موفقیت تجاری به بار آورد. کاپور به خاطر نقش آفرینی در فیلم (گونجان ساکسنا: دختر کارگیل) (۲۰۲۰) نامزد دریافت (جایزه فیلم‌فیر بهترین بازیگر زن) شد.
از فیلم‌ها یا برنامه‌های تلویزیونی که وی در آن نقش داشته‌است می‌توان به (ضربان قلب و داستان‌های ارواح) اشاره کرد.

## دوران ابتدایی زندگی
جانوی کاپور در ۶ مارس ۱۹۹۷ متولد شد. پدر وی بانی کاپور، پسر فیلمساز فقید سوریندر کاپور، و مؤسس شرکت فیلمسازی آنیل کاپور، است. مادرش، هنرپیشه سری دوی است که در فیلمهای تلوگو، تامیل و هندی نقش آفرینی می‌نمود.

## فیلم‌شناسی
فیلم‌ها
| سال  | عنوان فیلم                 | نقش                   | نکات              | مرجع.  |
| ---- | -------------------------- | --------------------- | ----------------- | ------ |
| ۲۰۱۸ | ضربان قلب (فیلم ۲۰۱۸)      | پارتاوی سینگ راتهور   |                   | [ ۴ ]  |
| ۲۰۲۰ | داستان‌های ارواح            | سمیرا                 | بخش زویا اختر     | [ ۵ ]  |
| ۲۰۲۰ | گونجان ساکسنا: دختر کارگیل | گونجان ساکسنا         |                   | [ ۶ ]  |
| ۲۰۲۱ | روحی                       | روحی آرورا/افزانا بدی |                   | [ ۷ ]  |
| ۲۰۲۲ | موفق باشی جری              | جایا «جری» کوماری     |                   | [ ۸ ]  |
| ۲۰۲۲ | میلی                       | میلی                  |                   | [ ۹ ]  |
| ۲۰۲۳ | هیاهو                      | نیشا                  |                   | [ ۱۰ ] |
| ۲۰۲۳ | داستان عشق راکی و رانی     | بدون ذکر نام          | حضور ویژه در آواز | [ ۱۱ ] |
| ۲۰۲۴ | آقا و خانم ماهی            | ماهیما ماهی           |                   |        |
| ۲۰۲۴ | درهم‌تنیده                  | سوهانا باتیا          |                   |        |